# Kozjusjkovskij Kanal
Kozjusjkovskij Kanal (ryska: Кожушковский Канал) är en kanal i Belarus.   Den ligger i voblasten Homels voblast, i den sydöstra delen av landet, 290 km sydost om huvudstaden Minsk.
I omgivningarna runt Kozjusjkovskij Kanal växer i huvudsak blandskog. Runt Kozjusjkovskij Kanal är det glesbefolkat, med 10 invånare per kvadratkilometer.